# Hội đồng Bảo tàng Quốc tế
Hội đồng Bảo tàng Quốc tế viết tắt là ICOM (International Council of Museums), là tổ chức phi chính phủ phi lợi nhuận quốc tế, tổ chức duy nhất của các bảo tàng và các chuyên gia bảo tàng trên toàn thế giới, cam kết vì tiến bộ và sự bảo vệ các di sản thiên nhiên và văn hóa, hiện tại và tương lai, hữu hình và vô hình.
Hội đồng Bảo tàng Quốc tế thành lập năm 1946. Với khoảng 30.000 thành viên tại 137 quốc gia, ICOM là một mạng lưới các chuyên gia bảo tàng hoạt động trong phạm vi rộng lớn của các ngành bảo tàng và di sản liên quan.

## Hoạt động
ICOM có mối quan hệ chính thức với UNESCO, có vị trí tư vấn cho Hội đồng Kinh tế và Xã hội Liên Hợp Quốc ECOSOC.
ICOM cũng hợp tác với các tổ chức khác như Tổ chức Sở hữu Trí tuệ Thế giới, Interpol, và Tổ chức Hải quan Thế giới (World Customs Organization), để thực hiện các nhiệm vụ công vụ quốc tế của mình, trong đó bao gồm đấu tranh chống lại buôn bán bất hợp pháp di sản văn hóa, và tăng cường quản lý rủi ro và chuẩn bị khẩn cấp để bảo vệ di sản văn hóa thế giới trong trường hợp thiên tai tự nhiên hoặc nhân tai.
ICOM họp Đại hội đồng hàng năm. Kỳ thứ 30 họp tháng 6/2015 tại trụ sở UNESCO ở Paris, Pháp.
| Nr. | Nhiệm kỳ  | Chủ tịch             | Từ         |
| --- | --------- | -------------------- | ---------- |
| 13. | 2016 -... | Suay Aksoy           | Thổ Nhĩ Kỳ |
| 12. | 2010-2016 | Dr. Hans Martin Hinz | Đức        |
| 11. | 2004-2010 | Alissandra Cummins   | Barbados   |
| 10. | 1998-2004 | Jacques Perot        | Pháp       |
| 9.  | 1992-1998 | Saroj Ghose          | Ấn Độ      |
| 8.  | 1989-1992 | Alpha Oumar Konaré   | Mali       |
| 7.  | 1983-1989 | Geoffrey Lewis       | Anh Quốc   |
| 6.  | 1977-1983 | Hubert Landais       | Pháp       |
| 5.  | 1971-1977 | Jan Jelinek          | Tiệp Khắc  |
| 4.  | 1965-1971 | Arthur van Schendel  | Hà Lan     |
| 3.  | 1959-1965 | Sir Philip Hendy     | Anh Quốc   |
| 2.  | 1953-1959 | Georges Salles       | Pháp       |
| 1.  | 1946-1953 | Chauncey Hamlin      | Hoa Kỳ     |